# Tekstilsjtsjiki (metrostation Moskou, Tagansko-Krasnopresnenskaja-lijn)
Tekstilsjtsjiki (Textielarbeiders Russisch: Текстильщики uitspraakⓘ) is een station aan de Tagansko-Krasnopresnenskaja-lijn van de Moskouse metro. 

## Geschiedenis
De metroplannen uit 1931 kenden geen lijn naar het zuidoosten en pas in 1938 lag er een plan voor een lijn naar Rjazanski Prospekt. Deze lijn zou binnen de kleine ringspoorlijn van Moskou onder de huidige Volgogradski Prospekt open en daar afbuigen naar het noorden om bij Nizjegorodskaja de ringspoorlijn te kruisen en onder de Rjazanski Prospekt verder te lopen naar het zuidoosten. Na de dood van Stalin werden de plannen voor de lijnen 6 en 7 geconcretiseerd waaronder de Zjadanovsko-radius. De Zjadanovsko-radius is het eerste deel van lijn 7 en loopt tussen Taganskaja en Zjadonovskaja, tegenwoordig Vychino, in het zuidoosten. Het traject loopt tussen Volgogradski Prospekt en Rjazanski Prospekt zuidelijker dan in het voorstel van 1938. Het is ten zuiden van de kleine ringspoorlijn bovengronds langs de Volgogradski Prospekt gelegd tot de voorstadshalte Tekstilsjtsjiki aan de spoorlijn tussen Station Moskva Koerskaja en het zuidwesten van Moskou. De naam van het metrostation werd dan ook van de voorstadshalte overgenomen en het station aan de Grote Ringlijn zal ook Tekstilsjtsjiki genoemd worden. De  Zjadanovsko-radius, met daarin Tekstilsjtsjiki, werd op 31 december 1966 geopend. In oktober 1997 diende het station tijdelijk als zuidelijk eindpunt van de lijn. In 2003 en 2004 herhaalde zich dit in verband met de verbouwing Vychino en ook in augustus 2013 was dit twee weekeinden het geval in verband met de aansluiting van de verdere verlenging van de lijn ten zuiden van Vychino. Deze functie als eindpunt is mogelijk door overloopwissels en opstelspoor ongeveer 200 meter ten noorden van het station langs het bovengrondse tracé.

## Ligging en inrichting
Het station kent twee verdeelhallen, die zijn ontworpen door A. A. Marova en A. B. Bogatyrev, elk boven een uiteinde van het perron. De oostelijke is met een roltrap met het perron verbonden en is via een voetgangerstunnel verbonden met toegangen aan weerszijden van de Volgogradski Prospekt. Aan de noordkant van de Volgogradski Prospekt hebben diverse woonblokken op deze manier toegang tot de metro en aan de zuidkant van de straat liggen het cultureel centrum en het stadion Moskvitsj De westelijke verdeelhal is met een vaste trap met het perron verbonden en biedt via een voetgangerstunnel toegang tot de perrons van de voorstadshalte, de autofabriek van renault, de voormalige AZLK Moskvitsj (Автомобильный завод имени Ленинского комсомола (АЗЛК)), en in de toekomst het station aan de Grote Ringlijn. Verder is er een roltrap die het gecombineerde stationsgebouw/winkelcentrum met de verdeelhal verbindt.   

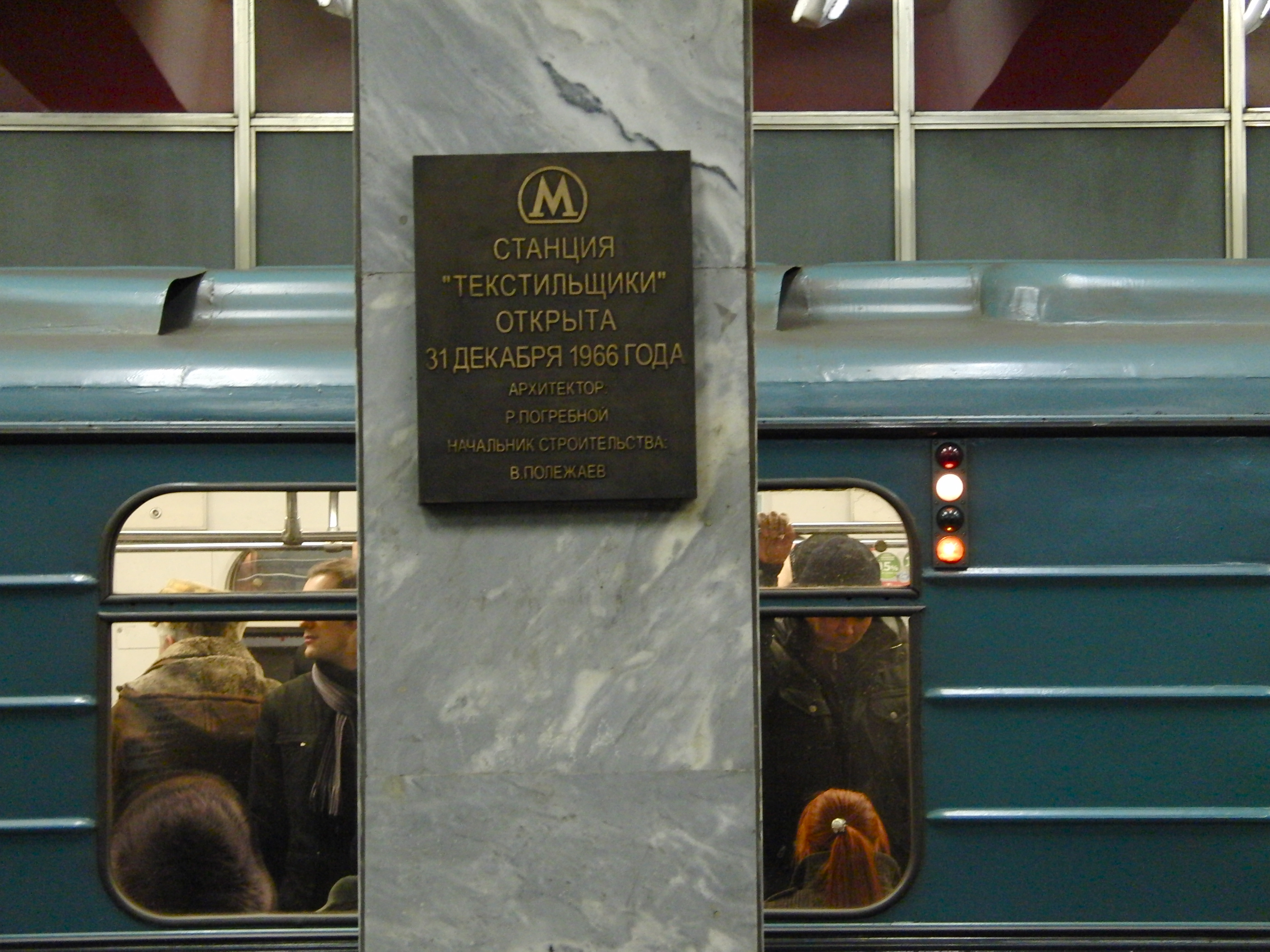
Het officiële naambord
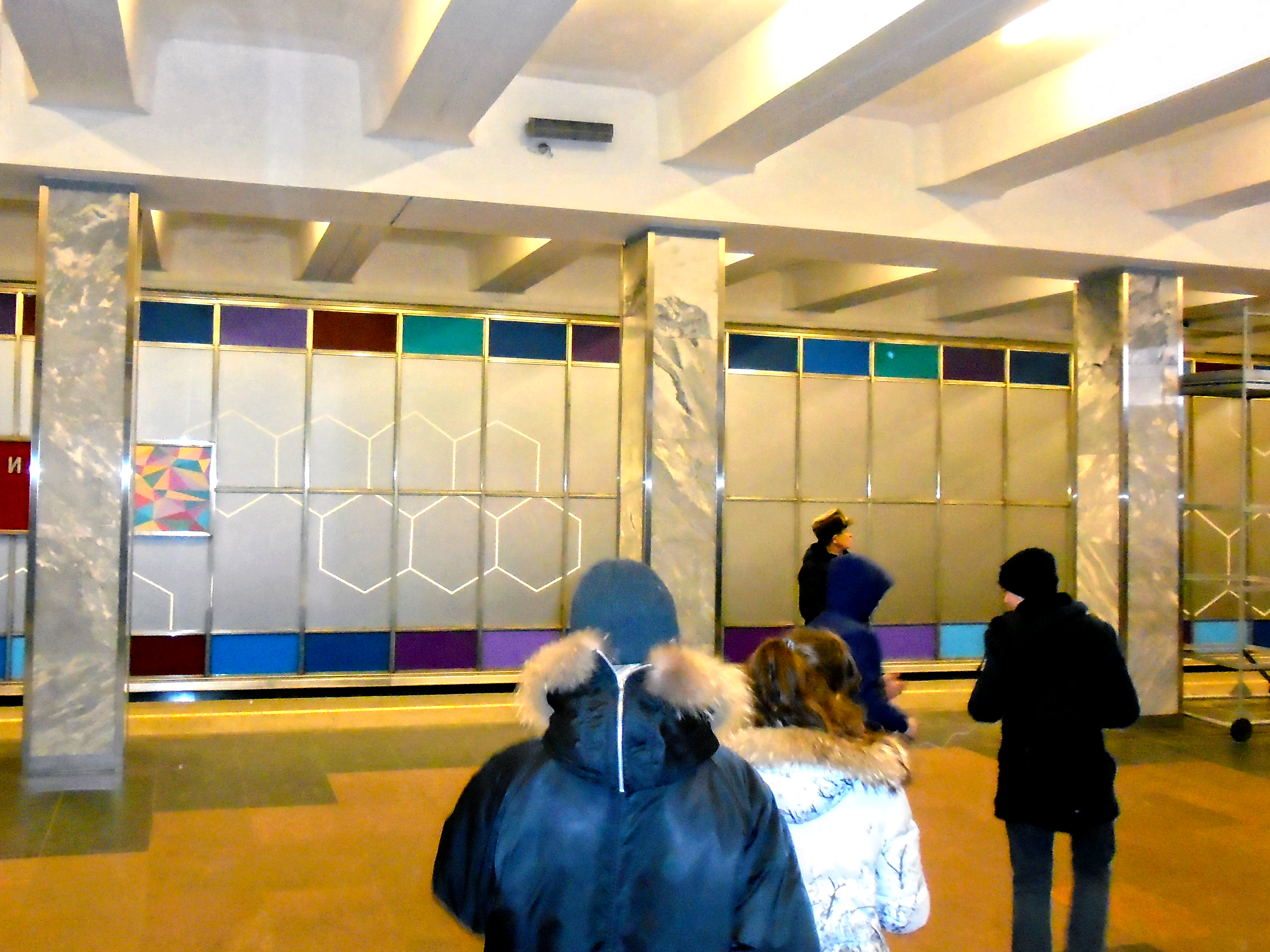
De tunnelwand na de renovatie
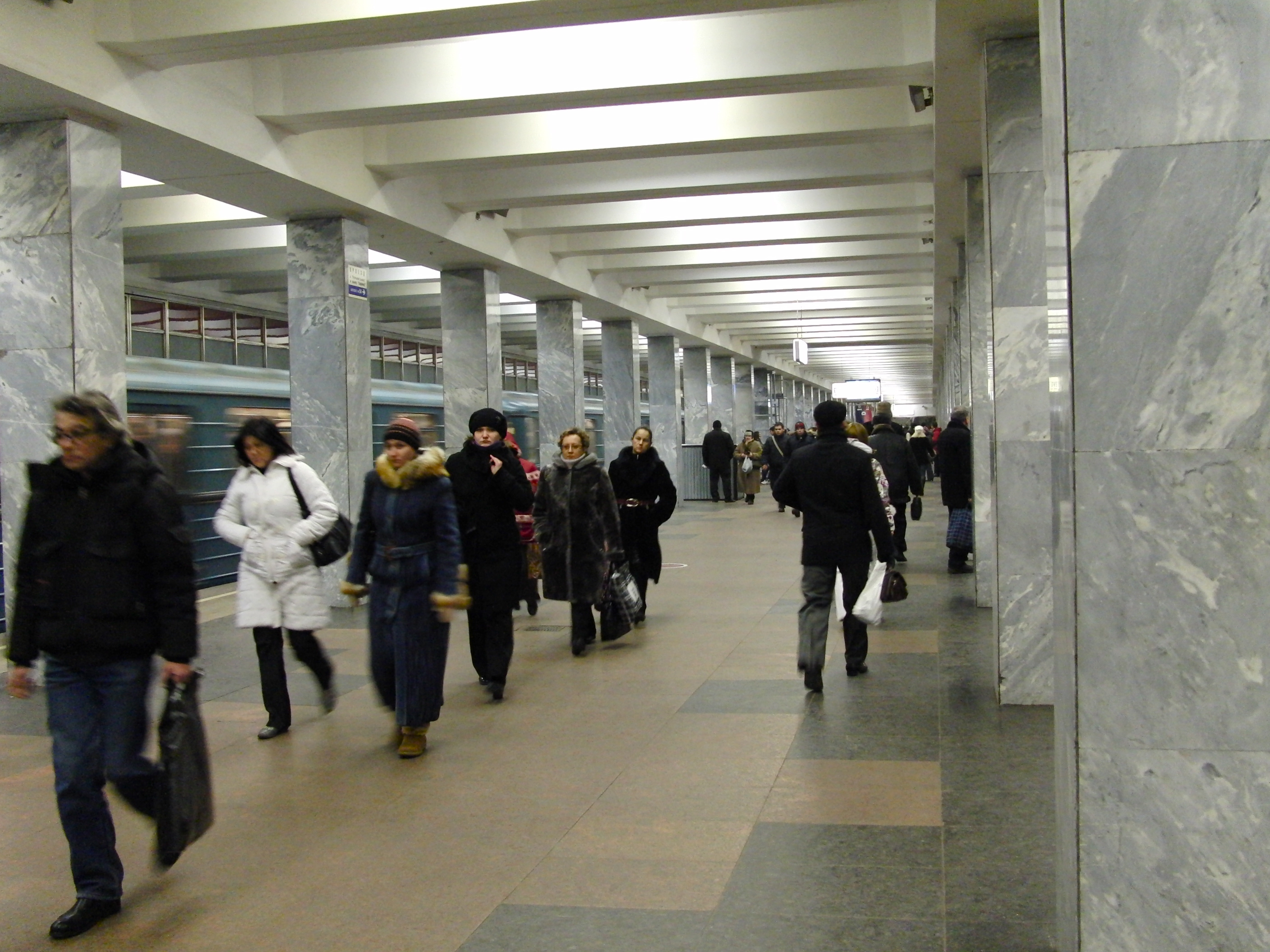
De duizendpoot

Het perron ligt op een diepte van 13 meter en is volgens een standaardontwerp De duizendpoot gebouwd met geprefabriceerde onderdelen. Architect Progrebnoj en de constructeurs G.M. Soevorov, G. Zvjagina en M.V. Golvinova plaatsen de zuilen van het ondiep gelegen zuilenstation in twee rijen van veertig met een onderlinge afstand van 4 meter. Deze zuilen zijn bekleed met grijs geaderd marmer en het perron bestaat uit labradoriet en roze graniet. In afwijking van het standaardontwerp werden de tunnelwanden niet betegeld maar voorzien van een aluminium raamwerk waarin panelen van rood en blauwgrijs stemaliet werden geplaatst. In plaats van de standaard routeborden en stationsnaamborden werd de belettering hier aangepast aan de stijl van het raamwerk, met aluminium letters op een rode achtergrond. Voor de metro's in noordelijke richting hield dit stand tot de verlenging van de lijn in 1975 toen de letters werden vervangen door standaardborden in verband met ruimte gebrek. In zuidelijke richting bleef de belettering hangen tot de verlenging aan de zuidkant in 2013.    
In 1983 werden in de rand van het perron om de 50 centimeter lampen aangebracht onder glazen platen van 20 bij 5 centimeter. De lampen gingen aan bij binnenkomst van een metro om de reizigers te waarschuwen. Dit systeem hield enkele maanden stand maar werd begin 1984 weer gedemonteerd. In oktober 2014 vond een renovatie plaats waarbij de panelen in het raamwerk op de tunnelwanden werden vervangen. De rode panelen aan de boven en onderkant werden vervangen door panelen in verschillende kleuren terwijl de naamborden versmald werden door aan de randen een paneel met roze-bleuwe figuren te plaatsen. De wegwijzers werden eveneens vervangen en er was een virtuele supermarkt. De wijzigingen werden aangebracht in het kader van het open innovatie forum dat van 14 tot 16 oktober werd gehouden in Technopolis Moskou. Na afloop van het evenement bleven de wijzigingen bestaan. Opmerkelijk is dat het station tijdens de verbouwing in bedrijf bleef.

## Reizigersverkeer
Tekstilsjtsjiki is een van de drukste stations van de Moskouse metro. Het dagelijkse reizigersaanbod van 120.000 personen is vooral te danken aan de overstappers van de voorstadslijn uit Podolsk en Tsjerbinka. De eerste metro naar het centrum vertrekt op werkdagen om 5:41 uur, in het weekeinde een minuut later. In zuidelijke richting vertrekt de eerste metro op even dagen om 6:01 uur, op oneven werkdagen om 6:00 uur, in het weekeinde 5:58 uur.   